# Archiboreoiulus sollaudi
Archiboreoiulus sollaudi är en mångfotingart som beskrevs av Broelemann 1921. Archiboreoiulus sollaudi ingår i släktet Archiboreoiulus och familjen pärlbandsfotingar. Inga underarter finns listade i Catalogue of Life.